# Munsu vattenpark

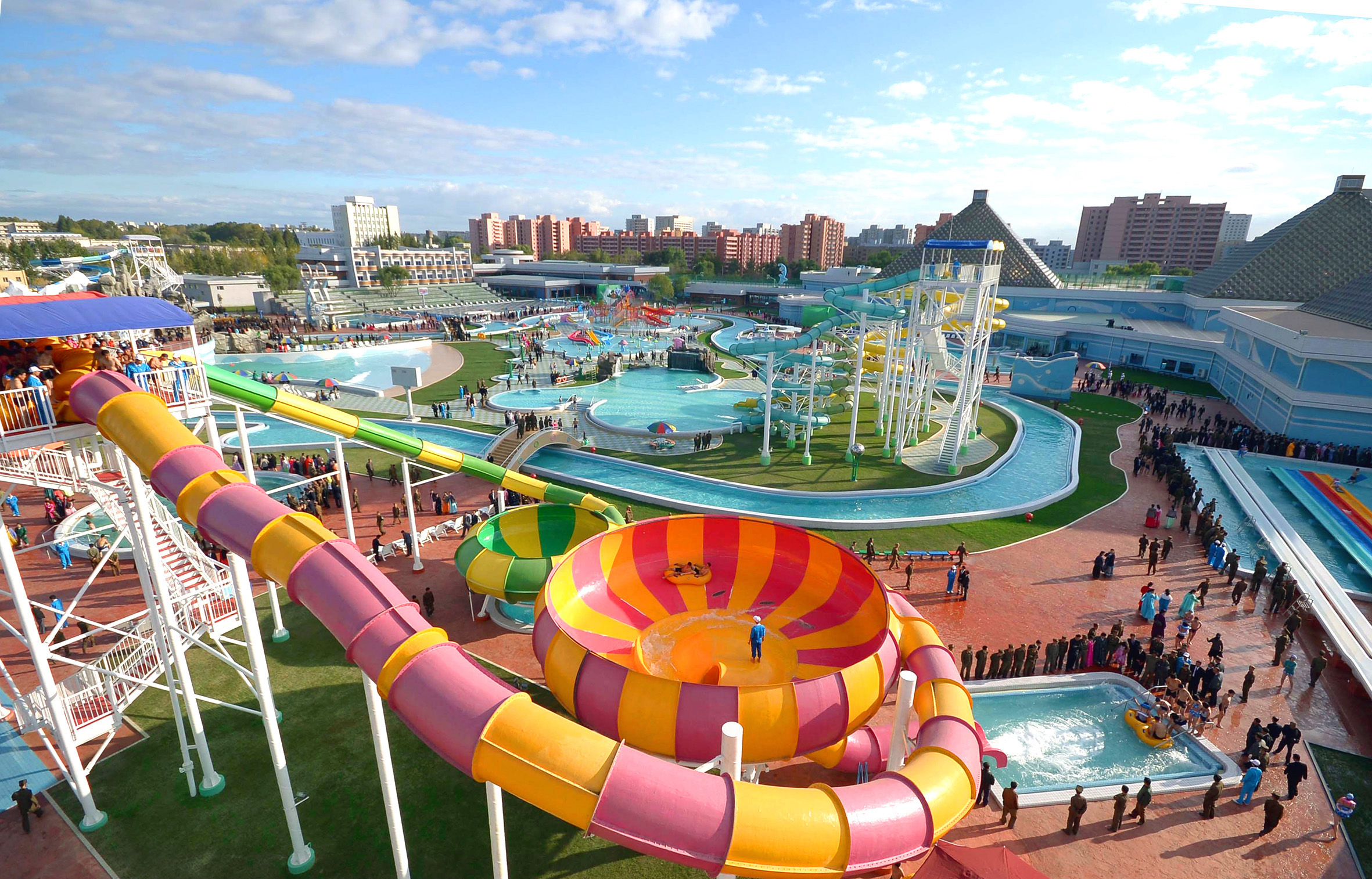
Munsu vattenpark

Munsu vattenpark (koreanska: 문수 물공원, engelska: Munsu Water Park) är ett äventyrsbad i östra Pyongyang, Nordkorea, som öppnade för allmänheten under 2013. Anläggningen tar upp en yta på 15 hektar och rymmer ett flertal pooler, både inomhus och utomhus. På anläggningen finns även volleybollplan, basketplan, klättervägg, fitnesscenter, frisör, restaurang, café och bar.

## Galleri

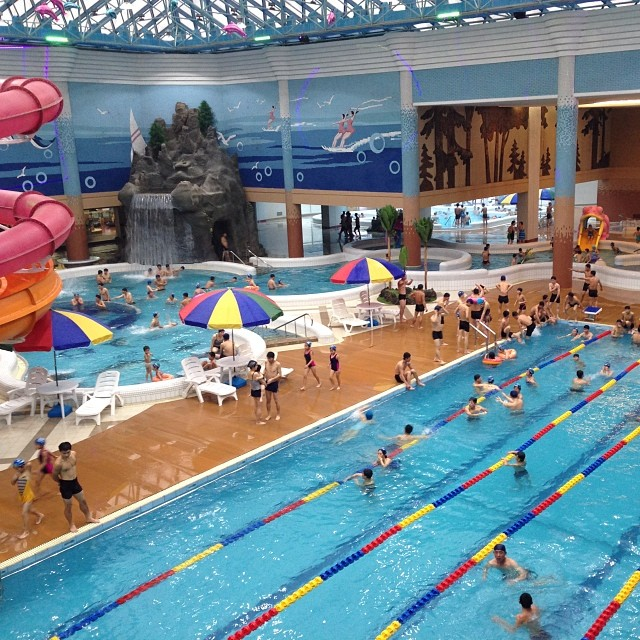
Pooler
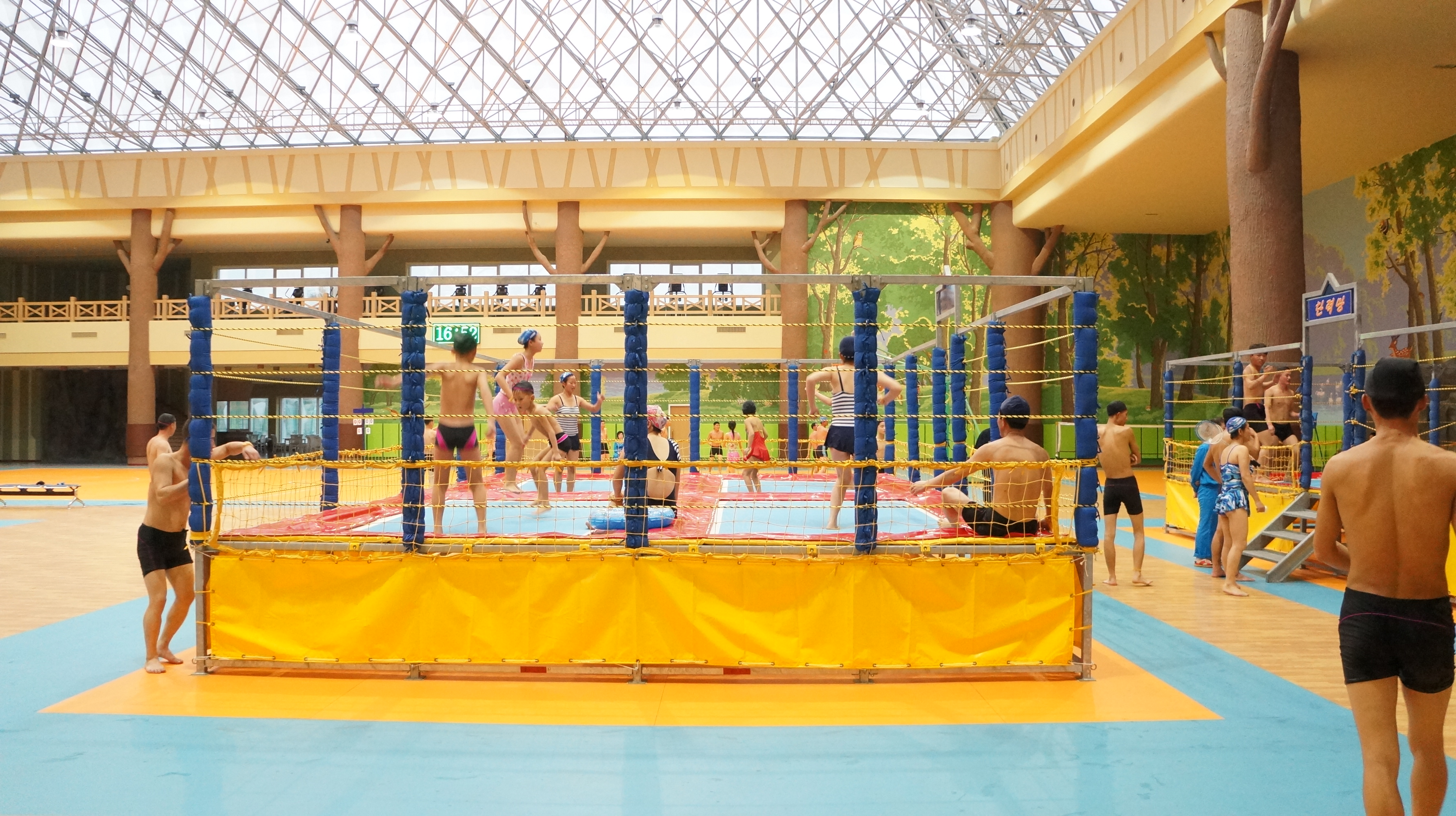
Sportanläggning inomhus
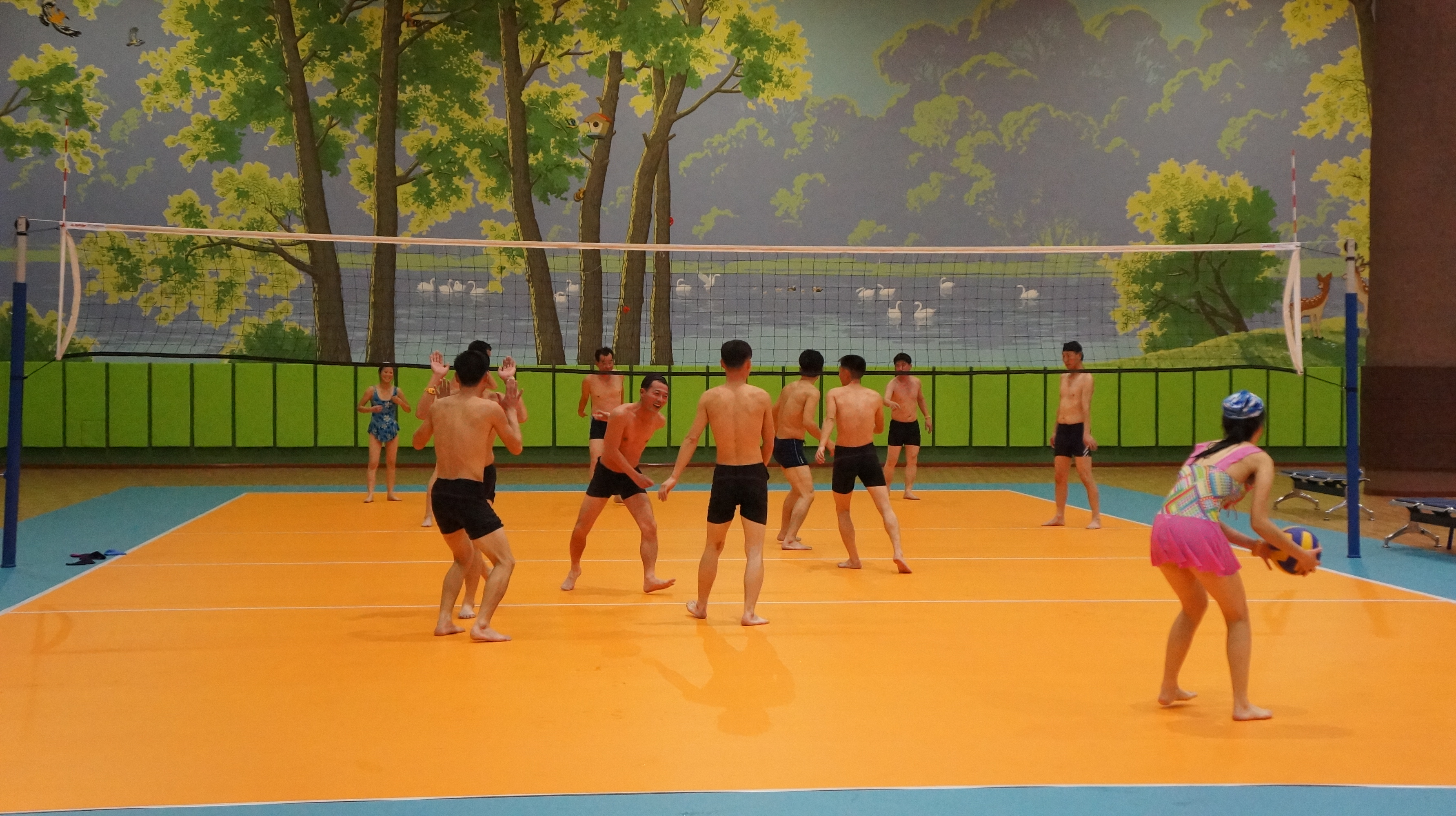
Volleybollplan